# Metropolis-katedralen i Aten
Metropolis-katedralen (grekiska: Καθεδρικός Ναός Ευαγγελισμού της Θεοτόκου) är domkyrkan för Atens ärkestift och för hela Grekland.

## Kyrkobyggnaden
Byggandet av katedralen inleddes på juldagen 1842 då hörnstenen lades av kung Otto och drottning Amalia.
Arbetare använde marmor från 72 rivna kyrkor för att bygga katedralens enorma murar. Tre arkitekter och 20 år senare var den färdig. 21 maj 1862 tillägnades den färdiga katedralen Bebådelsen av Guds moder '(Ευαγγελισμός της Θεοτόκου)' av kungen och drottningen. Katedralen är en treskeppig, välvd basilika som är 40 meter lång, 20 meter bred samt 24 meter hög. Inuti finns gravarna över två helgon som dödades av ottomanska turkar under den ottomanska perioden: Heliga Philothei och Patriark Gregorius V.
- Agia Filothei byggde ett kloster, blev martyr 1559, och hennes ben är fortfarande synliga i ett silverrelikskrin. Hon hedras för att ha ordnat fristad för grekiska kvinnor som var förslavade i Osmanska rikets harem.
- Gregorius V, patriark av Konstantinopel, hängdes på order av sultanen Mahmud II och hans kropp kastades i Bosporen 1821, som hämnd för den grekiska upproret den 25 mars, vilket ledde till grekiska frihetskriget.

Omedelbart söder om Domkyrkan finns den lilla kyrkan St Eleftherios som även kallas "Lilla Metropolis".
På torget framför domkyrkan står två statyer. Den första föreställer Konstantin XI Palaiologos, den sista bysantinska kejsaren. Den andra föreställer Damaskinos Papandreou som var ärkebiskop i Aten under andra världskriget och var riksföreståndare för kung Georg II och Greklands premiärminister 1946.
Metropolis-katedralen är fortfarande ett viktigt landmärke i Aten och platsen för viktiga ceremonier då nationella politiker är närvarande, liksom bröllop och begravningar för de rika och berömda.
Den 16 januari 2023 hölls den privata begravningsgudstjänsten i katedralen för den siste grekiska kungen, Konstantin II, följt av jordfästning på Tatoi.